# NGC 23
NGC 23 (ook wel PGC 698, UGC 89, IRAS00073+2538, MCG 4-1-33, ZWG 477.62, MK 545, ZWG 478.34 of KUG 0007+256) is een balkspiraalstelsel in het sterrenbeeld Pegasus.
NGC 23 werd op 10 september 1784 ontdekt door de Duits-Britse astronoom Wilhelm Herschel.